# Ракетни крайцери тип „Бостън“
Бостън (на английски: Boston class cruisers) са два преоборудвани със зенитно-ракетен комплекс „Териер“ тежки крайцера от типа „Балтимор“ на ВМС на САЩ. Корабите от този тип стават първите в света ракетни крайцери.

## История на проекта
C появата, след края на Втората световна война, на новите средства за поразяване на корабите (скоростни реактивни самолети и крилати ракети) възниква необходимост от разработването на корабно зенитно ракетно оръжие. Стволната зенитна артилерия не може вече уверено да се справя със скоростните реактивни машини, чиято скорост вече се приближава до скоростта на звука.
След отказа от морално остарелият ЗРК Lark, разработван от 1944 г., ВМФ на САЩ в рамките на програмата „Bumblebee“, разработва редица нови видове управляемо зенитно оръжие, пръв от които става ЗРК със среден радиус на действие RIM-2 Terrier.
Макар че инженерите считат, че за базирането на ракетите са нужни специализирани кораби, ВМФ на САЩ решава първоначално да се ограничи с преустройството на вече налични единици. Причината за това е основно икономическа, флотът на САЩ след войната е най-големият и най-силният в света, и Конгресът отказва да финансира построяването на нови големи единици, като в същото време болшинството от наличните са спуснати от стапелите съвсем наскоро. В резултат на това, е решено да се използват за преправяне наличните в добро техническо състояние многобройни тежки крайцери от типа „Балтимор“, много от които са поставени в резерва веднага след войната.

## Модернизация
Първите кораби, на които са поставени ЗРК „Териер“, са тежките крайцери от типа „Балтимор“ – CA-69 „Бостън“ и CA-70 „Канбера“. След преоборудването те получават номерата CAG-1 и CAG-2 и стават първите в света ракетни крайцери.
И двата кораба са извадени от резерва и поставени за модернизация през 1952 г. Първоначалният проект предвижда пълна промяна на корабите с демонтаж на цялата артилерия на главния калибър, но с цел снижаване на техническия риск е решено да се ограничат със замяната само на кърмовото въоръжение.
В хода на модернизацията кърмовата кула на 203 mm оръдия, включая бронираните барбети, а също сдвоената кърмова 127 mm/38 артустановка са демонтирани. На тяхно място инженерите от ВМФ на САЩ монтират две двурелсови пускови установки Mk-4 за ЗРК „Териер“.
Пред пусковите установки, на надстройката на кораба, са монтирани на конични тръбни опори два радара за насочване на ракетите. На CAG-1 това са Mark 25 Mod 7, на CAG-2 вместо тях стоят по-новите SPQ-5. Насочването на ракетите се основава на принципа „оседлан лъч“, т.е. ракетата се движи към разчетната точка на прихващане по линия, описвана от въртящ се тесен лъч на радара. В резултат на това, крайцерът може едновременно да обстрелва не повече от две цели. Монтажът на двете пускови установки е обусловен главно с желанието да се повиши скорострелността (всяка установка се презарежда за 30 секунди, поставянето на две позволява да се намали промеждутъка между залповете до 15 секунди), и да се подсигури възможност да се стреля с двуракетни залпове.
На решетчестата фокмачта е поставен радарът за наблюдение AN/SPS-8, а на новата монолитна гротмачта – радарът за целеуказание CXRX в полусферичен калпак. За времето на кариерата, радарното оборудване на двата кораба нееднократно е преустройвано.
Носовата част на корабите с нейните 203-милиметрови и 127 mm/38 артустановки остава практически неизменна. Само са проведени такива работи, които са необходими за разполагането на електронното оборудване на зенитно-ракетния комплекс.
Като допълнително въоръжение на корабите са монтирани допълнително 6 сдвоени 76 mm/50 зенитни автоматични оръдия.

## Представители на проекта
| Име      | Номер на борда    | Корабостроителница                                | Поръчан                   | Заложен    | Спуснат    | В строй                          | Изваден от флота      |
| -------- | ----------------- | ------------------------------------------------- | ------------------------- | ---------- | ---------- | -------------------------------- | --------------------- |
| Boston   | CA-69 CAG-1 CA-69 | Bethlehem Steel, Quincy N.Y. Shipbuilding, Camden | 01.07.1940 04.12.1951     | 30.06.1941 | 26.08.1942 | 30.06.1943 01.11.1955 05.1968    | 12.03.1946 05.05.1970 |
| Canberra | CA-70 CAG-2 CA-70 | Bethlehem Steel, Quincy N.Y. Shipbuilding, Camden | 01.07.1940 28 януари 1952 | 03.09.1941 | 19.04.1943 | 14.10.1943 01.06.1956 01.05.1968 | 07.03.1947 02.02.1970 |

Первата част за всеки кораб са данни от живота му като тежък крайцер.
Втората част след преоборудването в ракетен крайцер.
Третата част – рекласификация в тежък крайцер. Рекласификацията не е съпроводена с модернизация и изваждането на кораба от състава на флота.

## История на службата
Двата кораба влизат в строй в периода 1955 – 1956 г. Първоначално те основно се разглеждат като експериментални единици. „Бостън“ провежда по-голямата част от своята кариера в състава на Средиземноморския Флот. „Канбера“ извършва през 1960 г. околосветско плаване с цел демонстрация на техническите възможности на ВМФ на САЩ на широката публика в съюзните им страни.
Двата кораба участват във Виетнамската Война. Поради това, че техните зенитни комплекси вече се смятат за стари, корабите основно са привличани към задачи за артилерийска поддръжка на войските със своите 203-милиметрови и 127/38 mm артустановки. През май 1968 г. и двата кораба са переименувани от CAG обратно на CA, т.е. тежки крайцери (макар тяхното зенитно въоръжение да не е демонтирано). Двата са извадени в резерва през 1970 г., и отписани от флота за скрап към 1978 г.

## Коментари
1. ↑  Буквите показват принадлежността към определен класː ВВ – линкор, СС, CL, СА – съответно линеен, лек или тежък крайцер, CV – самолетоносач, DD – разрушител, SS – подводница и т.н.